# Lieselotte Voß
Lieselotte Voß (* 2001) ist eine deutsche Schauspielerin.

## Leben
Voß steht vor der Kamera, seit sie neun Jahre alt ist. Erstmals war sie 2010 in dem Film Der Mauerschütze zu sehen, im selben Jahr auch in dem ZDF-Fernsehfilm Racheengel – Ein eiskalter Plan. Es folgten Episodenrollen wie 2010 beim Polizeiruf 110, 2011 im Tatort, 2012 bei Katie Fforde, 2013 im Großstadtrevier sowie 2013 und 2018 bei Notruf Hafenkante. 2018 war Voß erneut im Tatort in der Folge Das verschwundene Kind zu sehen. In der Fernsehreihe Team Alpin spielte sie 2019 in der Episode Zweite Freiheit mit. 2020 war sie neben Alwara Höfels und Katharina Wackernagel in dem Sat.1-Fernsehfilm Zerrissen – Zwischen zwei Müttern zu sehen. Für Netflix wurde 2021 der auf der Nordseeinsel Amrum gedrehte Thriller Schwarze Insel veröffentlicht, in dem sie an der Seite von Alice Dwyer und Philip Froissant die Rolle der Jule spielt.
Voß lebt in Hamburg.

## Filmografie (Auswahl)
- 2010: Der Mauerschütze (Fernsehfilm)
- 2010: Racheengel – Ein eiskalter Plan (Fernsehfilm)
- 2010: Polizeiruf 110: …und raus bist du! (Fernsehreihe)
- 2011: Tatort: Die Ballade von Cenk und Valerie (Fernsehreihe)
- 2012: Herzversagen (Fernsehfilm)
- 2012: Katie Fforde: Sprung ins Glück (Fernsehreihe)
- 2013: Notruf Hafenkante (Fernsehserie)
- 2013: Großstadtrevier (Fernsehserie)
- 2014: Die Pfefferkörner (Fernsehserie)
- 2014: Morden im Norden (Fernsehserie)
- 2018: Notruf Hafenkante (Fernsehserie)
- 2018: Tatort: Das verschwundene Kind (Fernsehreihe)
- 2019: Team Alpin (Fernsehserie)
- 2020: SOKO Wismar (Fernsehserie) – Zucht und Ordnung
- 2020: Zerrissen – Zwischen zwei Müttern (Fernsehfilm)
- 2021: Schwarze Insel
- 2022: Ein Sommer auf Langeoog (Fernsehreihe)
- 2022: Solo für Weiss – Todesengel (Fernsehreihe)
- 2022: Der Bergdoktor (Folge Paradies)
- 2023: Bettys Diagnose (Fernsehserie)
- 2023: Nord Nord Mord (Fernsehreihe, Folge Sievers und der Traum vom Fliegen)
- seit 2024: Der Bergdoktor (Fernsehserie)
- 2024: Ich will mein Glück zurück (Fernsehfilm)